# Threema
 (janvier 2021).
 (septembre 2017).
Si vous disposez d'ouvrages ou d'articles de référence ou si vous connaissez des sites web de qualité traitant du thème abordé ici, merci de compléter l'article en donnant les références utiles à sa vérifiabilité et en les liant à la section « Notes et références ».
Threema (prononcé : /ˈθɹiː.mə/) est une application de messagerie instantanée chiffrée de bout en bout développée par la société suisse Threema GmbH. Avec 6 millions d'utilisateurs en 2020 et 12 millions en mars 2024, principalement en Allemagne, en Suisse et en Autriche, les spécialités de l'application sont la confidentialité et l'anonymat. Ainsi, l'inscription ne nécessite ni numéro de téléphone, ni email. Les serveurs sont situés en Suisse et le développement se fait à Pfäffikon.
Les messages peuvent être textuels ou multimédia. L'application est disponible pour Android et iOS. Elle est recommandée par des spécialistes, tels que Stéphane Koch, comme alternative, plus respectueuse des données personnelles, à WhatsApp ou Facebook Messenger.

## Fonctionnalités et spécificités
- Confidentialité et anonymat : ne nécessite ni numéro de téléphone ni email[5].
- Aucune donnée n’est conservée par la société, les messages sont supprimés des serveurs (localisés en Suisse) après réception par le destinataire[5].
- Open Source[6].
- Verrouillage des conversations privées avec un code PIN[7].
- Vidéos, images et partage des localisations.
- Envoi de n’importe quel type de fichier (pdf, gif animé, mp3, doc, zip, etc.).
- Création de groupes.
- Création de sondages avec fonctionnalités de sondages[2].
- Utilisation de Threema web[8] pour discuter depuis un PC.
- Synchronisation des contacts (optionnelle).
- Réponse rapide et en silence avec la fonctionnalité originale d’accord/pas d’accord.

## Points négatifs
- Application payante : 5,99 EUR pour un usage personnel en 2025 (« Pay once, chat forever » : « Payez une fois, chattez pour toujours »).
- Quelques fonctionnalités disponibles sur les appareils mobiles ne sont pas prises en charge dans l’app desktop / le client web.
- Absence d'anonymat car requiert un smartphone Android ou iOS (et donc un numéro de téléphone) avec l'application installée pour le fonctionnement de la version web.